# Christian Brand
Christian Brand (Quakenbrück, 1972. május 23. –) német labdarúgó-középpályás, edző, az SSV Jahn Regensburg vezetőedzője.